# Lauren Williams (taekwondoka)
Lauren Williams (Blackwood (Galles), 25 maggio 1999) è una taekwondoka britannica.

## Palmarès
- Giochi olimpici

Tokyo 2020: argento nei 67 kg.
- Europei

Montreux 2016: oro nei 67 kg;
Kazan' 2018: oro nei 67 kg.
Sofia 2021: argento nei 67 kg.
- Mondiali junior

Taipei 2014: oro nei 59 kg.
Burnaby 2016: oro nei 68 kg